# Jon Edward Ahlquist
Jon Edward Ahlquist, ameriški zoolog in ornitolog, * 1944, † 7. maj 2020.
Ahlquist je profesor zoologije na Univerzi Ohia v univerzitetnem mestu Athens. Je strokovnjak na področju  molekularne filogenetike in ornitologije.
Skupaj z učiteljem Charlesom Galdom Sibleyjem je avtor vplivnega dela Filogenija in razvrstitev ptičev (Phylogeny and Classification of Birds), ki je predstavila novo filogenijo ptičev na podlagi postopkov DNK-DNK-hibridizacije, znano kot Sibley-Ahlquistova taksonomija.